# 네온 트리스
네온 트리스(Neon Trees)는 미국의 팝 밴드이다.